# Francuscy posłowie do Parlamentu Europejskiego 2019–2024
Francuscy posłowie IX kadencji do Parlamentu Europejskiego zostali wybrani w wyborach przeprowadzonych 26 maja 2019 (a dzień wcześniej w niektórych terytoriach zamorskich), w których wyłoniono 74 deputowanych. W 2018 zaplanowano przyznanie Francji 5 dodatkowych mandatów (w ramach rozdzielenia części mandatów przynależnych Wielkiej Brytanii), jednak procedura ich obsadzenia została opóźniona w związku z przesunięciem daty brexitu i przeprowadzeniem wyborów również w Wielkiej Brytanii.

## Posłowie według list wyborczych
Zjednoczenie Narodowe
- Jordan Bardella
- Thierry Mariani
- Dominique Bilde
- Hervé Juvin
- Nicolas Bay
- Virginie Joron
- Jean-Paul Garraud
- Catherine Griset
- Gilles Lebreton
- Maxette Pirbakas
- Jean-François Jalkh
- Aurélia Beigneux
- Gilbert Collard
- Philippe Olivier
- Annika Bruna
- Jérôme Rivière
- France Jamet
- André Rougé
- Mathilde Androuët
- Jean-Lin Lacapelle, poseł do PE od 1 lutego 2020 (objęcie mandatu było zawieszone do czasu brexitu)
- Marie Dauchy, poseł do PE od 29 lipca 2022
- Éric Minardi, poseł do PE od 29 lipca 2022
- Patricia Chagnon, poseł do PE od 29 lipca 2022

La République en marche i koalicjanci
- Nathalie Loiseau
- Pascal Canfin
- Marie-Pierre Vedrenne
- Jérémy Decerle
- Catherine Chabaud
- Fabienne Keller
- Bernard Guetta
- Irène Tolleret
- Stéphane Bijoux
- Sylvie Brunet
- Gilles Boyer
- Stéphanie Yon-Courtin
- Pierre Karleskind
- Laurence Farreng
- Dominique Riquet
- Pascal Durand
- Valérie Hayer
- Christophe Grudler
- Sandro Gozi, poseł do PE od 1 lutego 2020 (objęcie mandatu było zawieszone do czasu brexitu)
- Ilana Cicurel, poseł do PE od 1 lutego 2020 (objęcie mandatu było zawieszone do czasu brexitu)
- Max Orville, poseł do PE od 20 maja 2022
- Catherine Amalric, poseł do PE od 10 sierpnia 2023
- Guy Lavocat, poseł do PE od 12 stycznia 2024

Europe Écologie-Les Verts i koalicjanci
- Damien Carême
- Marie Toussaint
- David Cormand
- Karima Delli
- Mounir Satouri
- Caroline Roose
- François Alfonsi
- Salima Yenbou
- Benoît Biteau
- Gwendoline Delbos-Corfield
- Claude Gruffat, poseł do PE od 1 lutego 2020 (objęcie mandatu było zawieszone do czasu brexitu)
- Lydie Massard, poseł do PE od 24 września 2023
- François Thiollet, poseł do PE od 30 listopada 2023

Republikanie i koalicjanci
- François-Xavier Bellamy
- Arnaud Danjean
- Nadine Morano
- Brice Hortefeux
- Nathalie Colin-Oesterlé
- Geoffroy Didier
- Anne Sander
- Laurence Sailliet, poseł do PE od 24 września 2023

La France insoumise i koalicjanci
- Manon Aubry
- Leïla Chaibi
- Younous Omarjee
- Anne-Sophie Pelletier
- Emmanuel Maurel
- Marina Mesure, poseł do PE od 29 lipca 2022

Partia Socjalistyczna i koalicjanci
- Raphaël Glucksmann
- Sylvie Guillaume
- Aurore Lalucq
- Pierre Larrouturou
- Nora Mebarek, poseł do PE od 1 lutego 2020 (objęcie mandatu było zawieszone do czasu brexitu)
- Christophe Clergeau, poseł do PE od 2 czerwca 2023

Byli posłowie IX kadencji do PE
- Chrysoula Zacharopoulou (z listy LREM i koalicjantów), do 19 maja 2022
- Manuel Bompard (z listy FI i koalicjantów), do 28 lipca 2022
- Hélène Laporte (z listy RN), do 28 lipca 2022
- Julie Lechanteux (z listy RN), do 28 lipca 2022
- Joëlle Mélin (z listy RN), do 28 lipca 2022
- Éric Andrieu (z listy PS), do 1 czerwca 2023
- Véronique Trillet-Lenoir (z listy LREM i koalicjantów), do 9 sierpnia 2023, zgon[2]
- Agnès Evren (z listy Republikanów i koalicjantów), do 23 września 2023
- Yannick Jadot (z listy EÉLV i koalicjantów), do 23 września 2023
- Michèle Rivasi (z listy EÉLV i koalicjantów), do 29 listopada 2023, zgon[3]
- Stéphane Séjourné (z listy LREM i koalicjantów), do 11 stycznia 2024